# Sajó
Sajó [po węgiersku czyt. "Szajo"] (słow. Slaná, d. polski Słona) – rzeka w środkowej Słowacji i w północno-wschodnich Węgrzech, w dorzeczu Dunaju. Długość – 229 km, z tego 110 km na Słowacji, 129 km na Węgrzech, powierzchnia zlewni – 5545 km².

## Przebieg
Slaná ma źródła na wysokości ok. 1360 m n.p.m. na północnych stokach masywu Stolicy w Górach Stolickich (w Rudawach Gemerskich). Spływa początkowo w kierunku wschodnim, po przyjęciu lewobrzeżnego dopływu (Dobšinský potok) poniżej miasta Dobszyna skręca w kierunku południowym. W miejscowości Nižná Slaná przyjmuje prawobrzeżny Kobeliarovský potok. Tu wykręca ku południowemu wschodowi, po czym zatacza szeroki łuk skręcając na południe. W najbardziej wysuniętym na wschód miejscu tego łuku przecina miasto Rożniawa. Potem kieruje się ku południowemu zachodowi. Na omawianym odcinku przyjmuje szereg dopływów z Rudaw Spiskich, z których największe to: Súľovský potok w miejscowości Gemerská Poloma (lewobrzeżny), Betliarsky potok w miejscowości Betliar (lewobrzeżny), Rožňavský potok w Rożniawie. Niżej, w miejscowości Brzotín, wpadają do Slanej Honský potok (z prawego brzegu) i rzeczka Čremošná (z lewego).
Poniżej Brzotina Slaná wpływa w szeroką zaledwie na 500-800 m dolinę o płaskim dnie, ograniczoną stromymi ścianami krasowych płaskowyży: Silickiego (po lewej stronie) oraz Pleszywskiego i Koniarskiego po stronie prawej. Tu w wąskim przesmyku między płaskowyżami Silickim i Koniarskim, w miejscowości Plešivec, przyjmuje z prawej strony rzekę Štítnik.
Po wpłynięciu do Kotliny Rimawskiej przyjmuje kolejne dwa duże prawe dopływy: Muráň i Turiec. Na granicy słowacko-węgierskiej, koło miejscowości Lenartovce, przyjmuje z prawego brzegu Rimavę i skręca na wschód. Na terenie Węgier wielkim łukiem omija od północy i wschodu Góry Bukowe. Płynie odtąd szeroką doliną o płaskim dnie, mocno meandrując i tworząc starorzecza. Przepływa przez miasta Kazincbarcika, poniżej którego przyjmuje z lewego brzegu Bodvę, oraz Miszkolc. Za Miszkolcem przyjmuje swój największy dopływ, lewobrzeżny Hornád, po czym ok. 5 km na północny wschód od miejscowości Tiszaújváros uchodzi do Cisy.

## Główne dopływy
Główne dopływy na Słowacji (w kolejności alfabetycznej):
Betliarsky potok,
Čapášsky potok,
Čremošná,
Dobšinský potok, 
Dolinský potok,
Dolinský potok,
Gampeľ,
Gočovský potok, 
Henckovský potok, 
Honský potok, 
Kobeliarovský potok, 
Kolesársky potok, 
Krokovský potok,
Lapša,
Laz, 
Lučica, 
Mlynná, 
Muráň,
Pališov potok, 
Potôčik, 
Riečica,
Rovniansky potok, 
Rožňavský potok, 
Skalný potok, 
Súľovský potok, 
Šop, 
Štítnik,
Trsteník, 
Turiec,
Vlachovský potok,
Žoltkovský potok

## Historia
Bitwa nad rzeką Sajó między wojskami Bolesława Krzywoustego a oddziałami węgierskimi miała miejsce w roku 1132. Później, na terenie Komitatu Borsod-Abaúj-Zemplén 11 kwietnia 1241 rozegrała się bitwa na równinie Mohi.
Sajó to także węgierska nazwa rzeki Șieu w Rumunii.

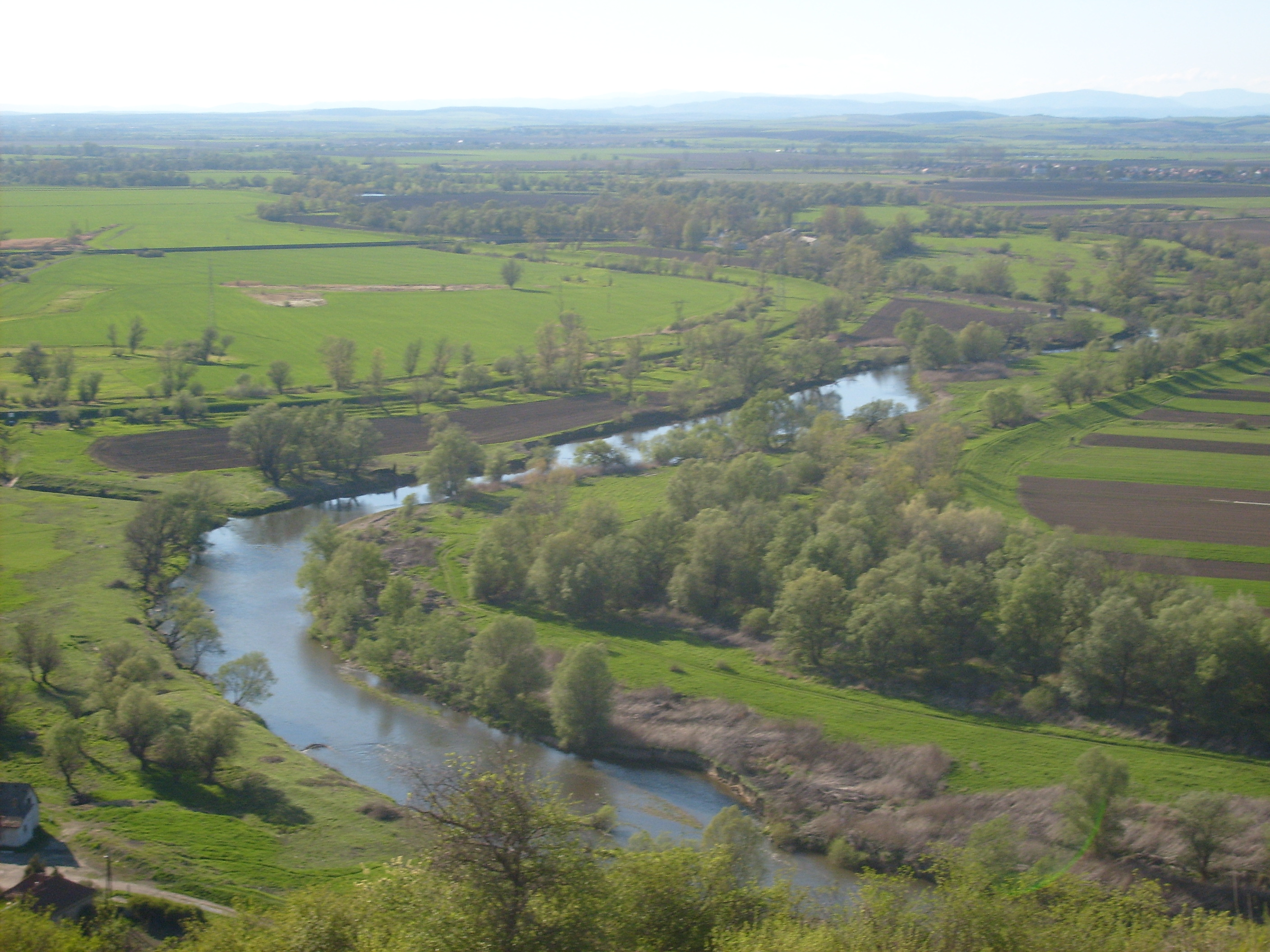
Rzeka Sajó w pobliżu Sajónémeti
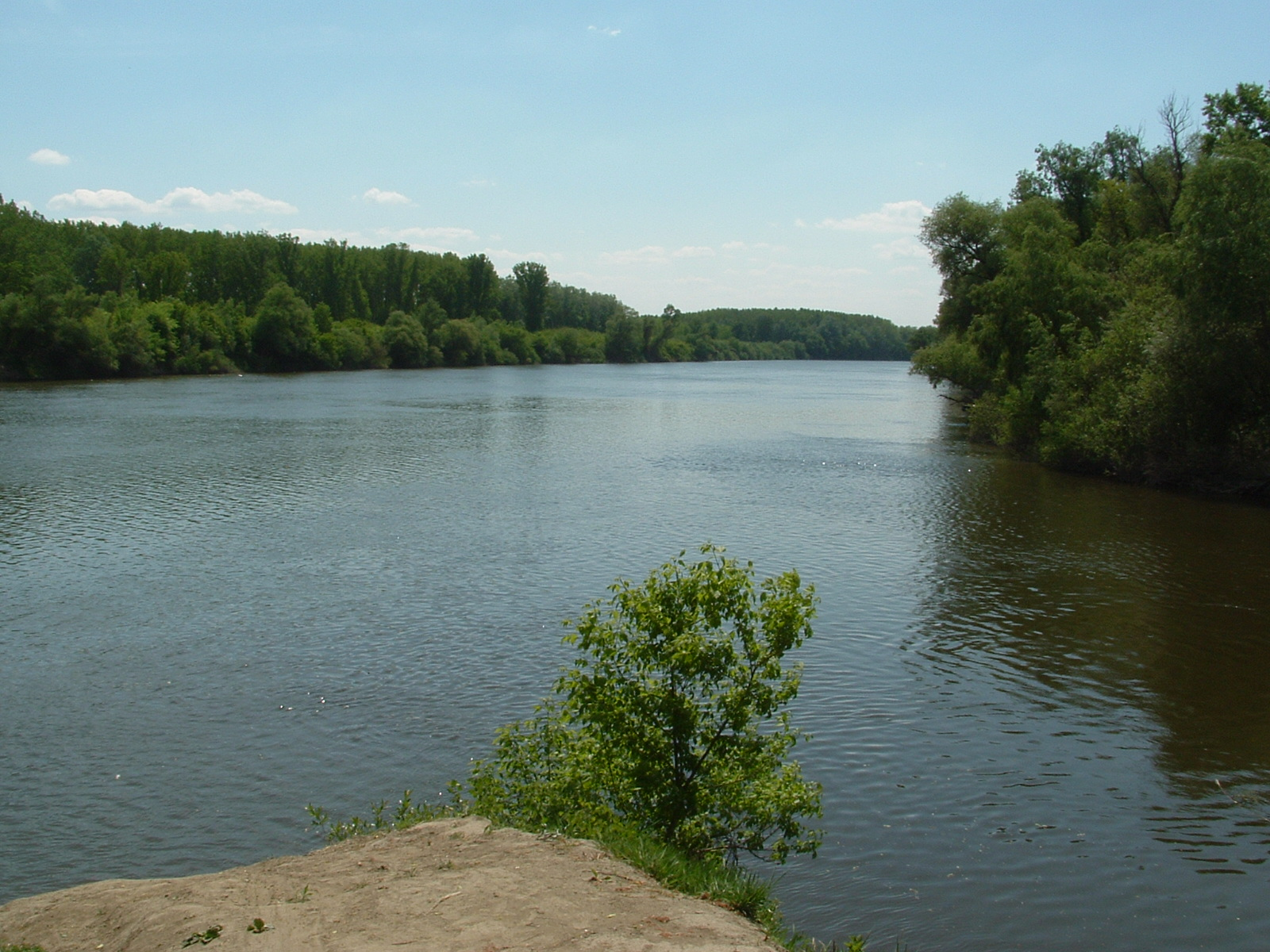
Ujście do Cisy